# Julian Calor
Julian Calor (Gorinchem, 27 januari 1997) is een voormalig Nederlandse profvoetballer die als middenvelder speelde. 

## Carrière
Calor begon met voetballen in  de jeugd van RJO Willem II/RKC. Vandaaruit werd hij opgenomen in de gezamenlijke opleiding van FC Den Bosch en RKC Waalwijk, Brabant United. In 2016 tekende Calor een contract bij de jeugdopleiding van Vitesse tot medio 2019.
Op 21 januari 2017 debuteerde Calor in het eerste elftal van Vitesse, uit tegen FC Groningen (1–1). Hij begon in de basis omdat Lewis Baker geschorst was. Met Jong Vitesse eindigde hij in het seizoen 2016/17 op de zeventiende plaats en degradeerde daardoor naar de Derde divisie. In het seizoen 2017/18 werd hij met Jong Vitesse kampioen in de Derde divisie (Zondag).
In de zomer van 2018 stapte Calor over naar SC Cambuur waar hij een contract tekende voor één jaar met een optie voor een extra seizoen. Medio 2019 ging Calor naar SV TEC.

## Clubstatistieken

### Beloften
| Seizoen                        | Club            | Competitie      | Wedstrijden | Doelpunten |
| ------------------------------ | --------------- | --------------- | ----------- | ---------- |
| 2016/17                        | Jong Vitesse    | Tweede divisie  | 31          | 1          |
| 2017/18                        | Jong Vitesse    | Derde divisie   | 16          | 5          |
| Totaal beloften                | Totaal beloften | Totaal beloften | 47          | 6          |
| Bijgewerkt op 18 november 2018 |                 |                 |             |            |

### Senioren
| Seizoen                        | Club            |                    | Competitie      | Competitie | Competitie | Beker | Beker | Internationaal | Internationaal | Overig | Overig | Totaal | Totaal |
| Seizoen                        | Club            | Duels              | Competitie      | Goals      | Duels      | Goals | Duels | Goals          | Duels          | Goals  | Duels  | Goals  |        |
| ------------------------------ | --------------- | ------------------ | --------------- | ---------- | ---------- | ----- | ----- | -------------- | -------------- | ------ | ------ | ------ | ------ |
| 2016/17                        | Vitesse         | Vlag van Nederland | Eredivisie      | 1          | 0          | 1     | 0     | –              | –              | –      | –      | 2      | 0      |
| 2017/18                        | Vitesse         | Vlag van Nederland | Eredivisie      | 0          | 0          | 0     | 0     | 0              | 0              | 0      | 0      | 0      | 0      |
| Club totaal                    | Club totaal     | Club totaal        | Club totaal     | 1          | 0          | 1     | 0     | 0              | 0              | 0      | 0      | 2      | 0      |
| 2018/19                        | SC Cambuur      | Vlag van Nederland | Eerste divisie  | 3          | 0          | 1     | 0     | –              | –              |        |        | 4      | 0      |
| Club totaal                    | Club totaal     | Club totaal        | Club totaal     | 3          | 0          | 1     | 0     | 0              | 0              | 0      | 0      | 4      | 0      |
| Carrière totaal                | Carrière totaal | Carrière totaal    | Carrière totaal | 4          | 0          | 2     | 0     | 0              | 0              | 0      | 0      | 6      | 0      |
| Bijgewerkt op 18 november 2018 |                 |                    |                 |            |            |       |       |                |                |        |        |        |        |

## Erelijst

### MetVitesse
| Competitie         | Winnaar | Winnaar | Runner-up | Runner-up |
| Competitie         | Aantal  | Jaren   | Aantal    | Jaren     |
| ------------------ | ------- | ------- | --------- | --------- |
| Nationaal          |         |         |           |           |
| Winnaar KNVB beker | 1x      | 2016/17 |           |           |

#### MetJong Vitesse
| Nationaal     |    |      |
| Derde divisie | 1x | 2018 |

## Verwijzingen
- Profiel Soccerway.com